# Рой Юрій
Рой Юрій (справжнє прізвище — Колчанів; р. н. невід. — п. 1946) — громадський і політичний діяч у Харбіні (Маньчжурія, Китай), підполковник Армії УНР. Народився на Волині. Середню освіту отримав у Києві. Під час Першої світової війни служив у 12-му Фінляндському стрілецькому полку російської армії, згодом закінчив Севастопольську військову авіаційну школу і школу вищого пілотажу в Одесі. 1917 проходив службу в технічному відділі генерального секретарства військових справ УЦР, пізніше — у Житомирському авіадивізіоні, згодом — ад’ютант голови Ради народних міністрів УНР В.Прокоповича; чиновник з особливих доручень МЗС УНР.

## Маньчжурія
1925 дістався до Харбіна (Маньчжурія), де активно включився в українське громадське життя. 1935 обраний до складу ревізійної комісії Союзу українських емігрантів та правління Української національної колонії (УНК) в Харбіні. З осені 1936 до січня 1939 — голова УНК, призначений японськими військовими властями. Із червня 1938 по лютий 1939 — редактор журналу «Далекий Схід» — «органу Української національної колонії в Маньчжу-Ді-Го». За політичними переконаннями — гетьманець.
1945 після вступу до Маньчжурії Червоної армії заарештований та вивезений до СРСР. Страчений 1946.